# Choerodon anchorago
Choerodon anchorago is een straalvinnige vissensoort uit de familie van lipvissen (Labridae). De wetenschappelijke naam van de soort is voor het eerst geldig gepubliceerd in 1791 door Bloch.
De soort staat op de Rode Lijst van de IUCN als niet bedreigd, beoordelingsjaar 2008.
Onderzoekers hebben waargenomen dat de soort tweekleppigen in de mond neemt en tegen een steen aanslaat om het open te breken. Dit is een vorm van werktuiggebruik bij dieren.